# Curt Asker

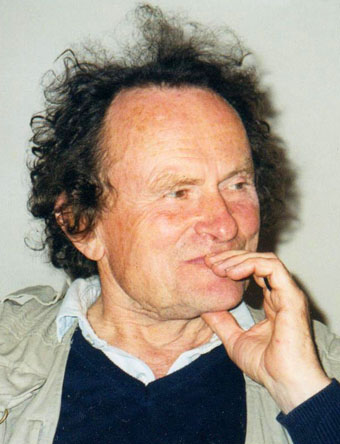
Curt Asker (1998)

Curt Asker (* 27. Januar 1930 in Stockholm; † 11. November 2015 in Lacoste) war ein schwedischer Künstler. Er lebte und arbeitete in Lacoste, Paris und Brantevik. Seit 1981 war er Mitglied der Königlichen Akademie der freien Künste Schweden.
Bekannt wurde er durch seine schwebenden Skulpturen. Mit Hilfe von Wind, Kites und Schatten schuf er imaginäre Räume, die das Verhältnis zwischen Kunst und der sichtbaren, wirklich erscheinenden Welt aufzeichnen sollten.

## Leben
1950 begann er sein Studium der Malerei an der Akademie der Schönen Künste in Stockholm. Bis 1955 hatte er Ragnar Sandberg als Lehrer. Im Mai 1955 lernte er Birgitta Nygren kennen, die 1956 seine erste Frau wurde. Am 16. April 1957 wurde ihre Tochter Anna geboren. Ihr Sohn Pär kam am 5. September 1963 zur Welt. 1973 reiste er mit seiner Frau durch die USA und Mexiko. Asker beschreibt die Eindrücke in Mexiko als die gewaltsame Kollision zwischen den metaphysischen und den gesellschaftlichen Wahrnehmungen des Lebens. Von 1978 an lebt er mit der Künstlerin Lotti Ringström zusammen. 1979 Geburt des Sohnes Jakob, sie heirateten 1986 in Paris.
Seit 1981 ist er Mitglied der Königlichen Akademie der freien Künste in Schweden.
1984 nahm er an der Biennale von Venedig teil. 1987 wurde ihm die Prinz Eugen Medaille verliehen. Im Jahr 2014 erhielt er den Sandbergs Akvarellpreis.
2001 wird ihm der Egron Lundgren Preis vergeben.

## Werk
Curt Asker hat seine Arbeiten zuletzt Blickstille genannt. Neben seinen schwebenden Drachen brachte er auch  Federstahlzeichen mit einem definierten Abstand vor der Wand an, so dass ein Spiel mit Licht und Schatten entsteht.
Zentral in seinen Arbeiten ist die Frage, wie vergänglich der kreative Prozess ist. Was sich auflöst, erscheint bei ihm wieder in einer neuen Form. Die leeren Räume, die durch seine Strukturen umformuliert werden, befinden sich in ständiger Transformation. Die Leere und die Schwerelosigkeit offenbarten für Curt Asker, was er die Rückseite des Horizonts nannte.

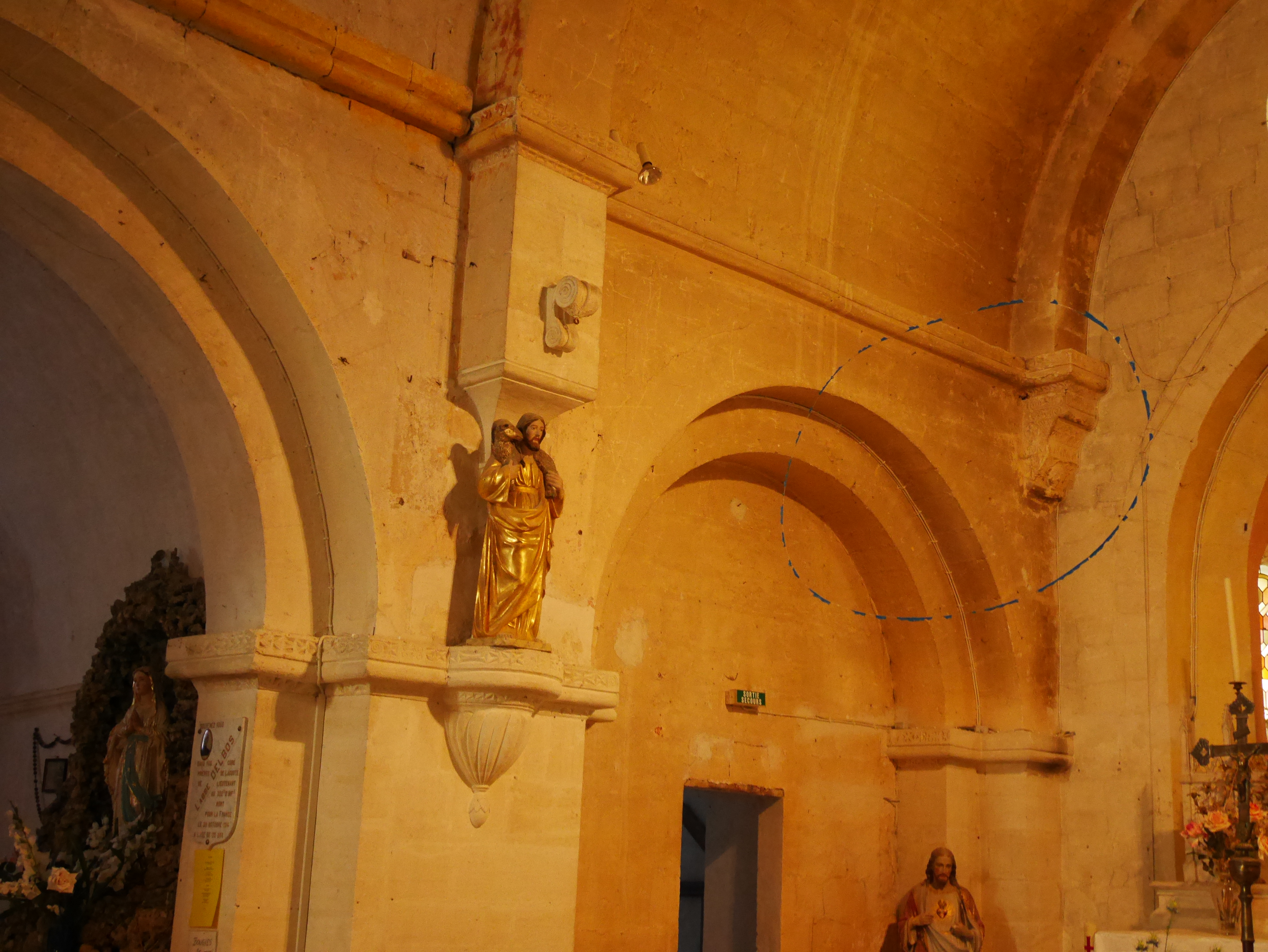
Lacoste Kirche - Oval - Installation im Altarraum

Zu elf Gedichten von Wallace Stevens schuf Asker 1992 Farbradierungen.
Askers Werke werden ausgestellt im
- Moderna Museet (Stockholm),
- Göteborgs konstmuseum,
- Malmö Museum,
- Musée Réattu (Arles).

Im Auftrag des Centre Georges Pompidou wurde von François Vié eine filmische Dokumentation über Curt Asker erstellt.
Anfang 2019 fand in der Academy of Fine Arts Stockholm in Zusammenarbeit mit der Galleri Gunnar Olsson eine Retrospektive der Arbeiten Curt Askers statt.

## Zitat
„Spinozas Verständnis von Zeit als Standbild einer unveränderlichen Ewigkeit, ist für mich ein guter Ausgangspunkt, den Versuch zu wagen, mit dem Moment zu arbeiten.“